# Knut Ångström

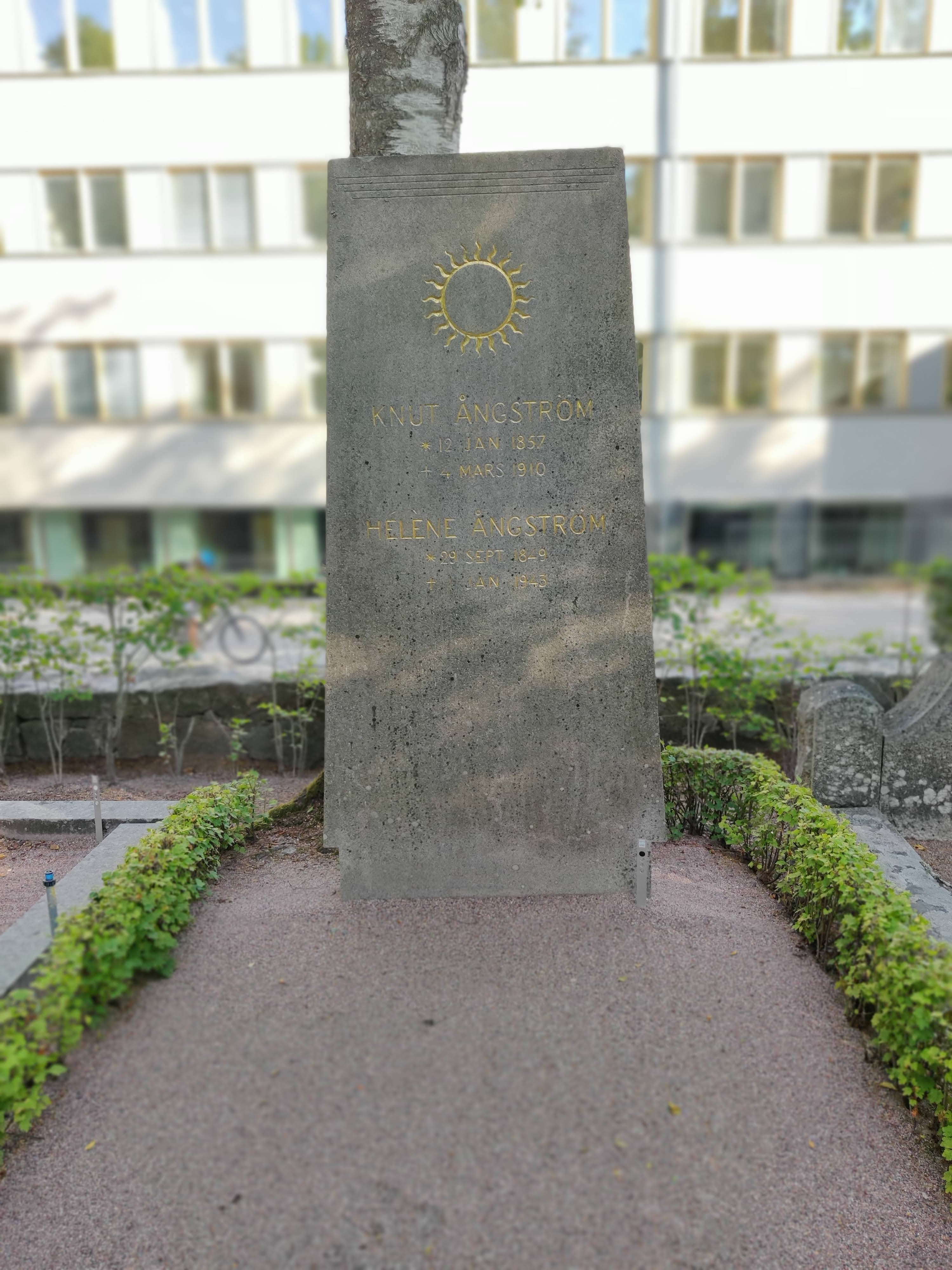
Gravvård på Uppsala gamla kyrkogård.

Knut Johan Ångström,  född 12 januari 1857 i Uppsala, död där 4 mars 1910, var en svensk fysiker. Han var son till Anders Jonas Ångström, far till Anders, Hilding och Tord Ångström samt svärfar till Olof Odencrantz.

## Biografi
Ångström studerade vid Uppsala universitet 1877–1884, där han tog sin fil.lic.-examen innan han en kort tid studerade vid universitetet i Strassburg under August Kundt. Han återvände sedan till Uppsala, disputerade för doktorsgraden 1885, och utnämndes till lektor i fysik vid den nya högskolan i Stockholm (numera Stockholms universitet) samma år.
Ångström var professor vid Uppsala universitet från 1896, där hans forskning speciellt omfattade undersökningar av solstrålningen och för vilka han 1893 konstruerat ett viktigt mätinstrument (en pyrheliometer). Han utförde vidare undersökningar av gasernas absorption i infraröda delen av spektrum, för vilket han konstruerade en apparat för att få en fotografisk representation av det infraröda spektrumet (1895) och en pyrgeometer (1905).
Han valdes in som ledamot av Kungliga Vetenskapsakademien den 8 november 1893.